# Prionopelta marthae
Prionopelta marthae är en myrart som beskrevs av Auguste-Henri Forel 1909. Prionopelta marthae ingår i släktet Prionopelta och familjen myror. Inga underarter finns listade i Catalogue of Life.

## Bildgalleri

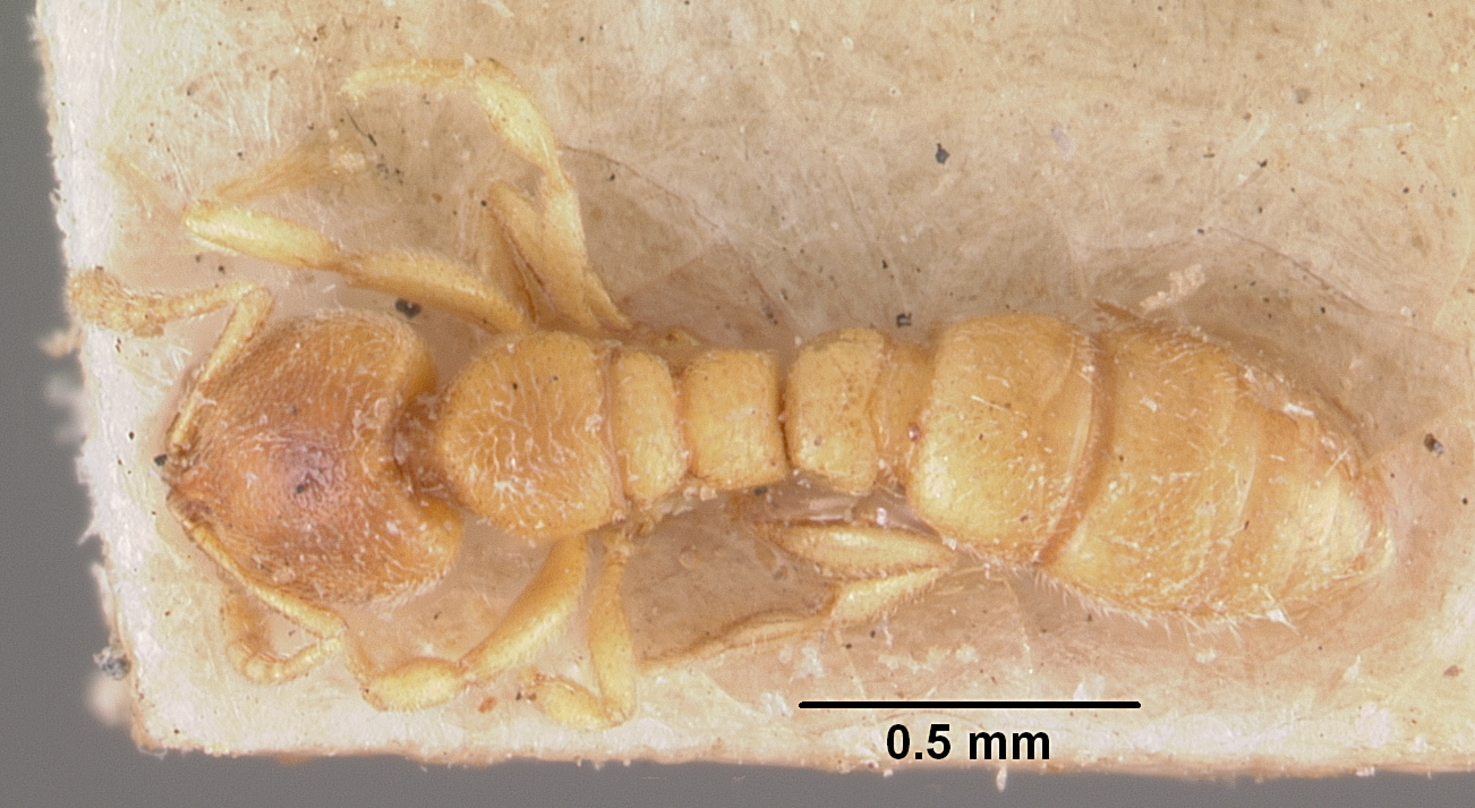
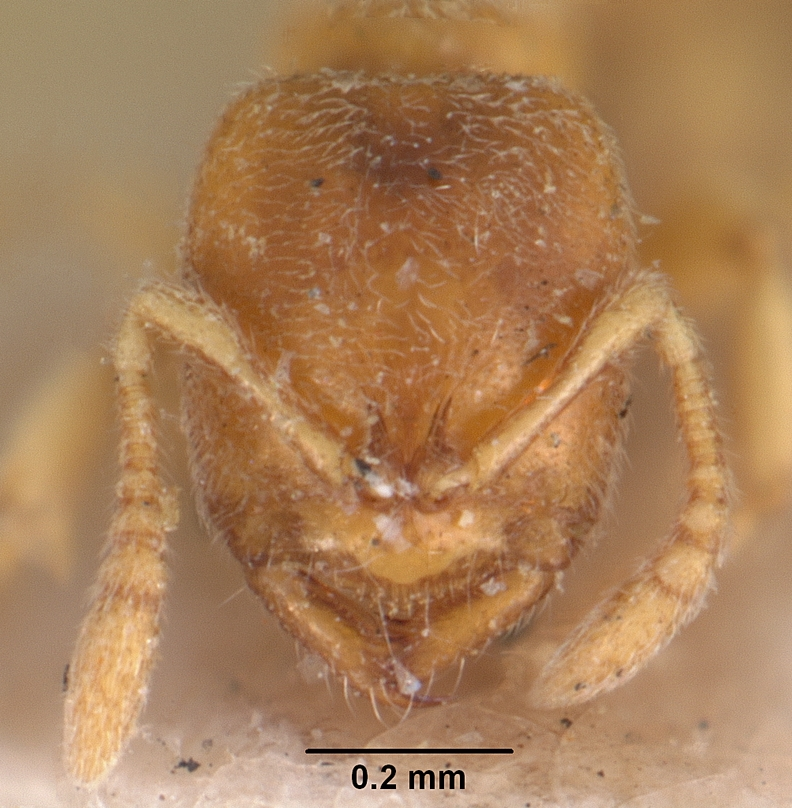
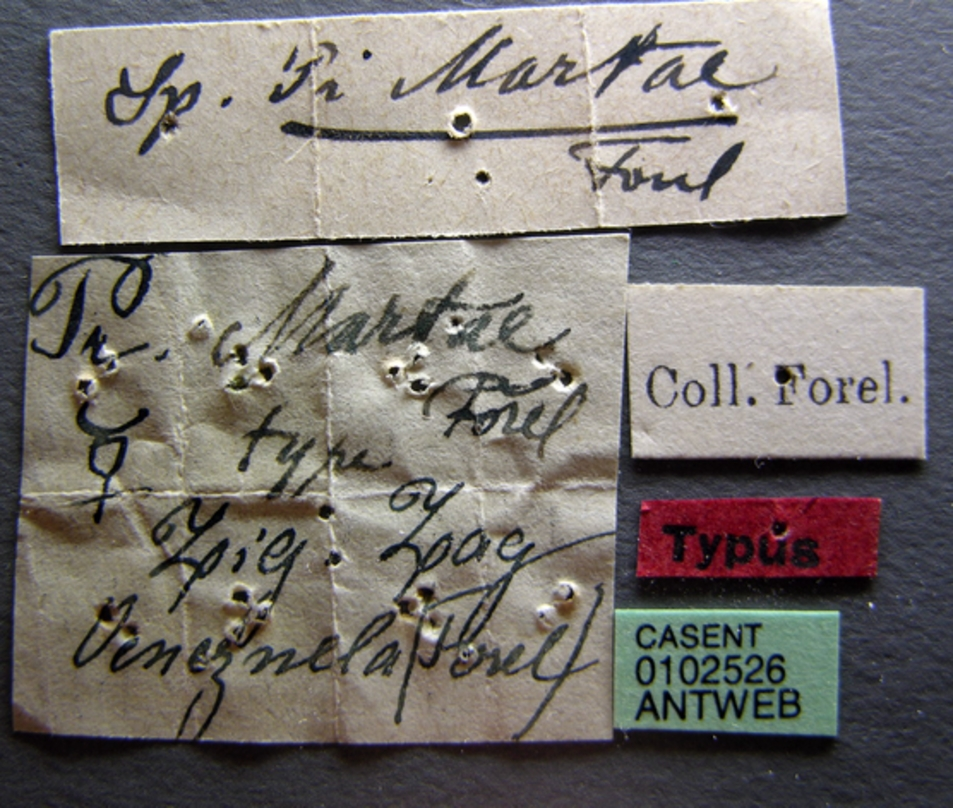
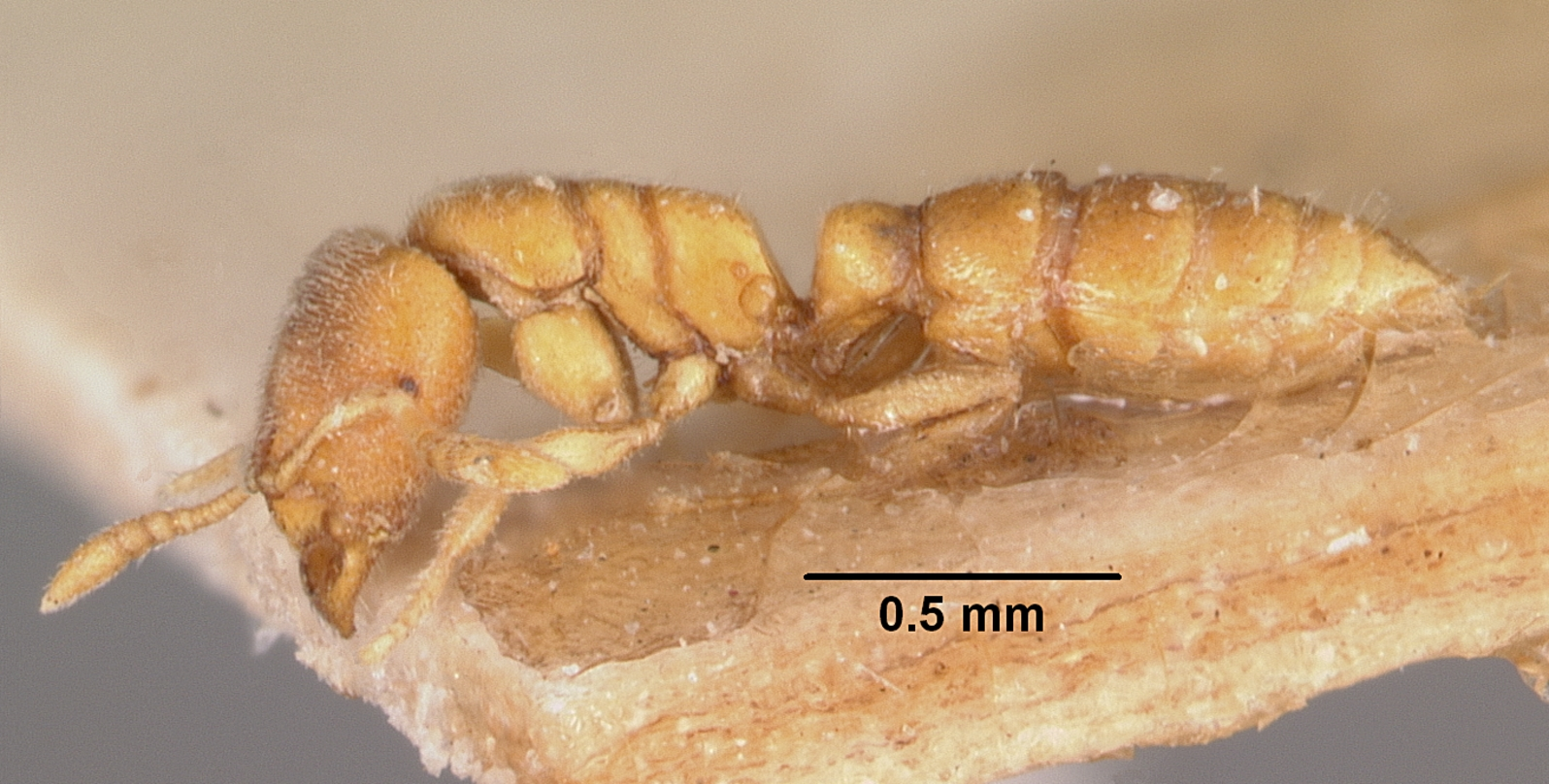
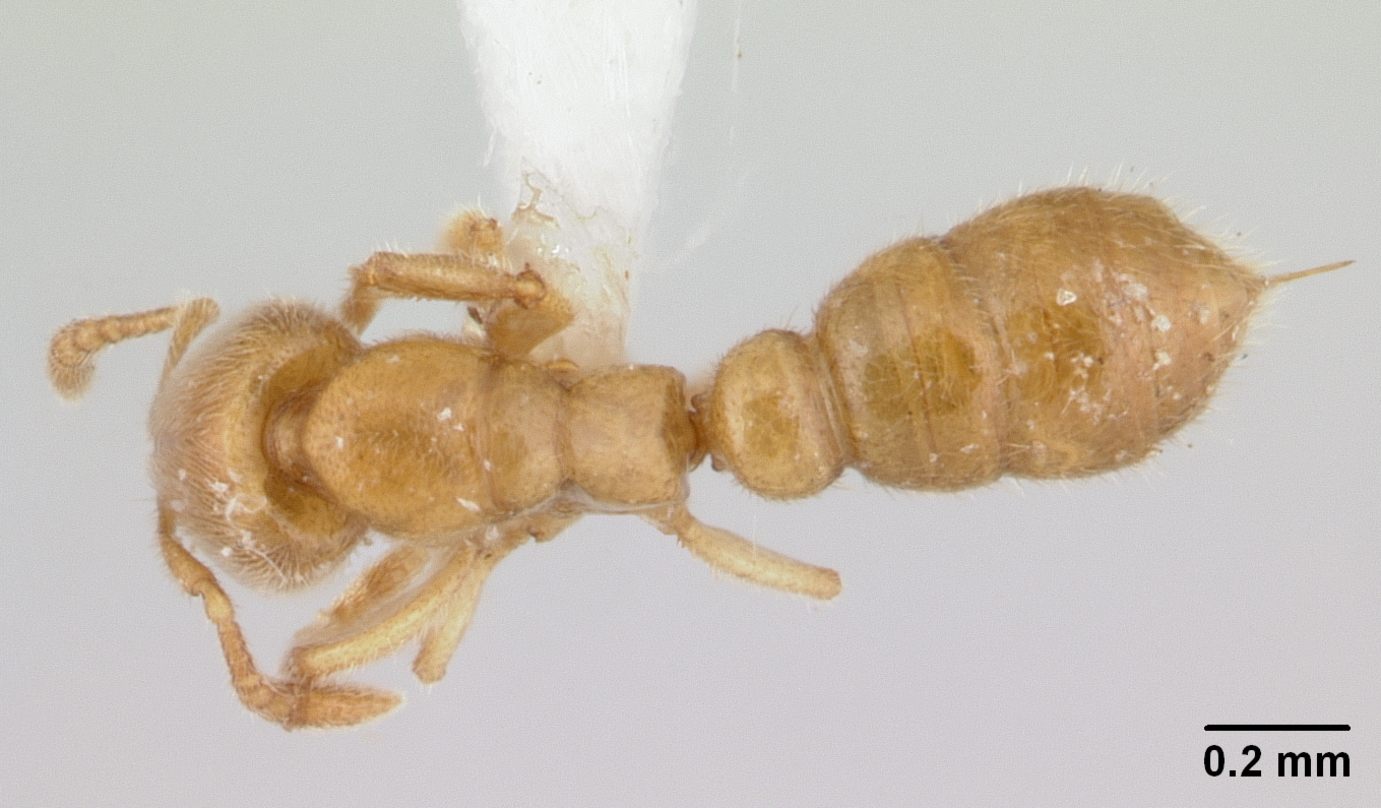
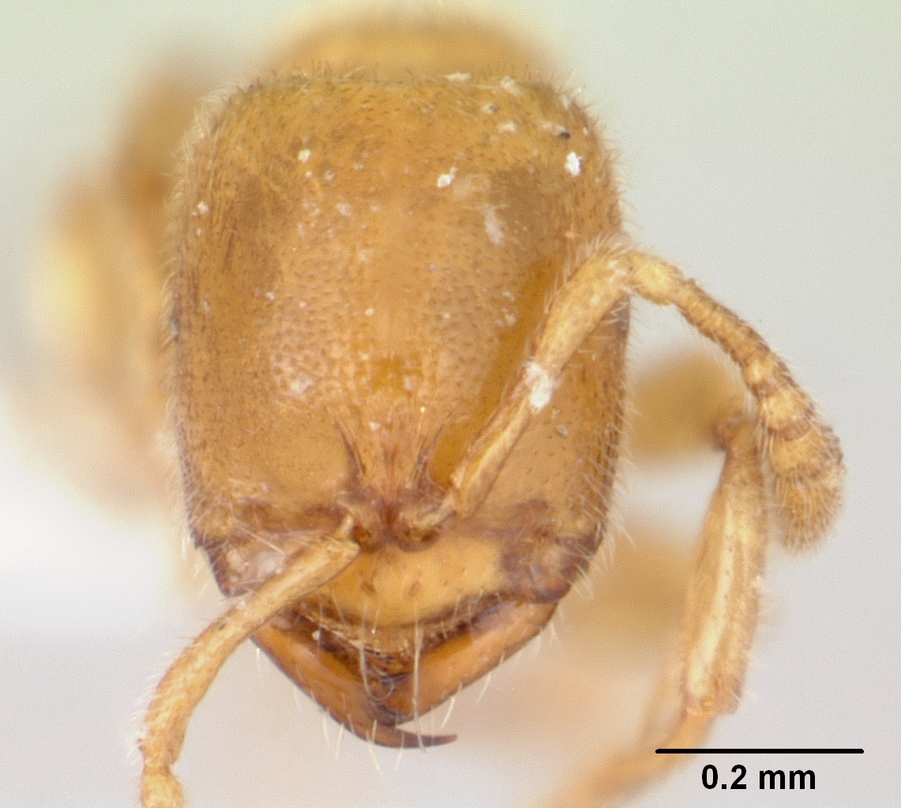